# Злата
Зла́та — жіноче слов'янське ім'я, яке походить від праслов'янського слова «зъла́та», що значить «золота», «золото». Ім'я канонізоване православною церквою. Вважається, що ім'я Злата було відоме ще в період Середньовіччя, коли воно набуло поширення в євреїв-ашкеназі. Історики говорять про те, що це аналог більш давнього імені Голда, яке й означає «золото». Ім'я Злата свого часу було досить поширене в Литві, Білорусі та північно-східній Польщі. Перші згадки імені Злата в письмових джерелах датуються XIII-XIV століттями. Чоловічий варіант імені — Златан.
Злата — одне з небагатьох слов'янських імен у православних святцях. Іменини — 26 жовтня, 31 жовтня.

## Відомі люди
- Злата Могленська (+31 жовтня 1795) — православна свята, жила в Болгарії[1].
- Злата Огневич — сучасна українська співачка.
- Злата Адамовська — чеська кіноакторка.
- Злата Раздоліна (композитор, автор-виконавець).
- Злата Зарецька (доктор мистецтвознавства).
- Злата Дзарданова (співачка).
- Злата Буличова (оперна співачка).
- Злата Волкова (професор, доктор філологічних наук).
- Злата Чочієва (піаністка).
- Злата Бизова (художниця).
- Злата Ткач (композитор).

## Відповідності
біл. Злата
- болг. Злата
- словен. Zlata
- серб. Злата
- чеськ. Zlata
- рос. Злата